# Parcul Național Lacurile Plitvice
Parcul Național Lacurile Plitvice (în croată Nacionalni park Plitvička jezera, denumit popular Plitvice, pronunțat [plîtʋitse]) este unul din cele mai vechi si mai mari parcuri naturale din Croatia. Parcul național a fost înființat în 1949 și este situat în zona muntoasă carstică din Croația centrală, aproape de granița cu Bosnia și Herțegovina. Importanta legătură rutieră nord-sud care trece prin zona parcului leagă Croația continentală de regiunea de pe coasta Adriaticii.
Zona protejată se întinde pe 296,85 km². Circa 90% din această zonă face parte din cantonul Lika-Senj, restul de 10% fiind în cantonul Karlovac. În 1979, Parcul Național Lacurile Plitvice a fost adăugat în lista patrimoniului mondial UNESCO, printre primele situri naturale din această listă.

## Etimologia toponimului
Termenul croat Plitvice a fost utilizat pentru prima oară în 1777 de un anume Dominik Vukasović, pastor din localitatea Otočac, deși primele documente cartografice ale zonei există din secolul precedent. Numele provine de la lacurile din parc, puțin adânci, sau în croată pličina sau plitvak, plitko. Alte ipoteze sugerează că ar putea proveni de la localitatea slovenă Plitvica; aceasta este chiar forma pe care o ia termenul în croată atunci când este folosit alături de cuvântul lac (jezero): Plitvička jezera, adică „lacurile din Plitvice”. De la acesta își trage numele și un sat din apropiere.

## Geografie

### Situarea și geomorfologia
Parcul Lacurile Plitvice este situat în Europa de Sud-Est, în Croația, la jumătatea distanței între Zagreb și Zadar. El se întinde pe aproape 29.685 hectare, dintre care 200 ha reprezintă lacurile propriu-zise. Se află între două cantoane, cu peste 90% din teritoriu în cantonul Lika-Senj și restul în cantonul Karlovac. Platoul este delimitat de două masive muntoase ale Alpilor Dinarici: Mala Kapela⁠(hr)[traduceți] la vest și Lička Plješivica cu Medveđak⁠(fr)[traduceți] la est. Lacurile sunt situate la extremitatea nordică a regiunii geografice Lika, în subregiunea Kordun, și sunt formate de două râuri și de mai multe izvoare subterane; ele dau naștere la rândul lor râului Korana⁠(hr)[traduceți], un râu carstic lung de 134 km. Regiunea parcului este deservită de câteva mari axe rutiere ale Croației, ca cele ce traversează țara de la est la vest (din golful Kvarner și Gorski Kotar până în Serbia sau Bosnia și Herțegovina) sau cele ce leagă nordul de sud (de la Zagreb către Marea Adriatică, cum ar fi autostrada A1 Zagreb-Split care trece la 50 km vest de parc).
Regiunea lacurilor se găsește la interferența între câmpia septentrională și munții carstici Alpii Dinarici. Altitudinea minimă a parcului este 367 m, corespunzătoare părții mai din aval a râului Korana; punctul cel mai înalt este muntele Seliški Vrh⁠(fr)[traduceți] din masivul Mala Kapela cu vârful la 1.279 m altitudine. Rocile carstice formează în principal dolomite și calcare, iar relieful este astfel punctat de formațiuni cum ar fi dolinele, uvalele, poliele și ponoarele

## Hidrogeologia

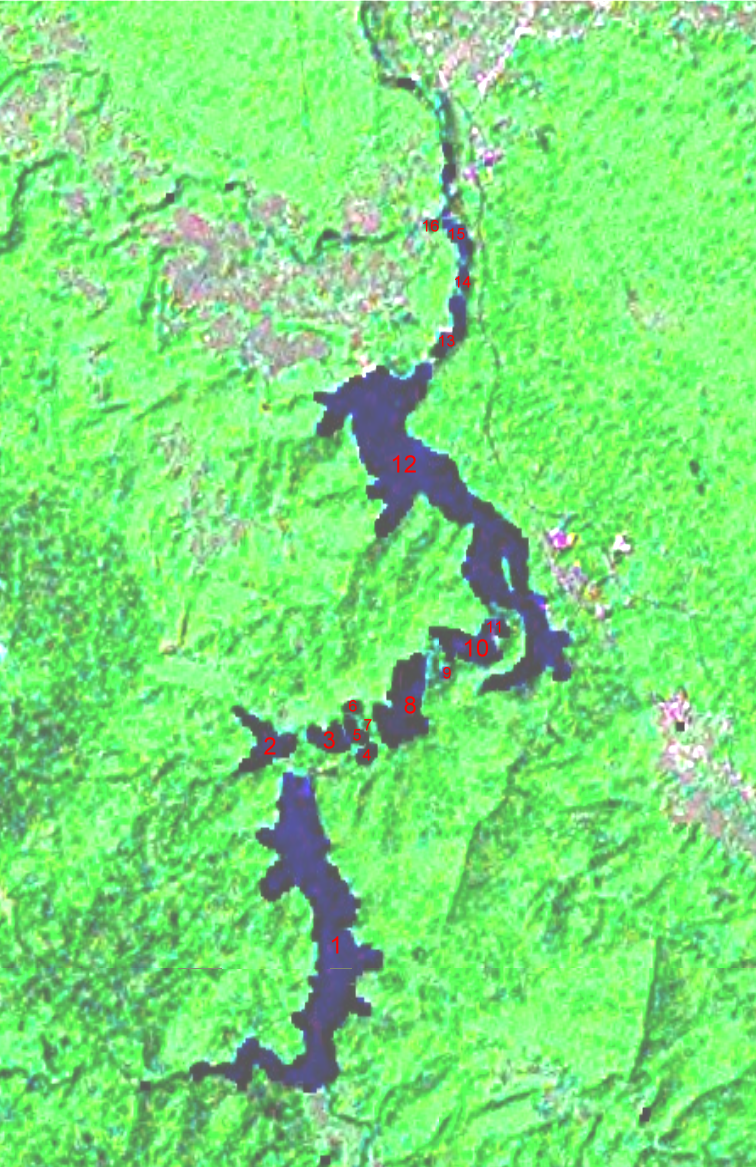
Vedere din satelit a zonei lacurilor (cu luminozitatea retușată).

Relieful a rezultat concomitent cu formarea Alpilor Dinarici, dar a fost și modelat permanent de apa care erodează mecanic și chimic, pătrunzând în roci, formând grote, lacuri și căderi de apă. Apa, combinată cu dioxid de carbon din sol, formează acid carbonic care dizolvă dolomitul și calcarul rocilor carstice. Apa se evaporă în lacurile expuse exteriorului sau pierd dioxidul de carbon în zonele turbulente, cauzând precipitații și apoi depuneri de calcar. Dacă aceasta se întâmplă pe un substrat impermeabil, cum este cazul în zona lacurilor superioare ale parcului, duce la formarea unor bariere de travertin care separă lacurile între ele capturând de asemenea și mușchi și alte plante cum ar fi Palustriella commutata⁠(en)[traduceți] sau Bryum pseudotriquetrum⁠(de)[traduceți]. Acest fenomen geologic, a cărui vechime nu depășește patru milenii, continuă astăzi și modifică permanent aspectul. El este cauza frumuseții și atracției parcului, la fel ca în parcul național Krka, notabil pentru aceleași tipuri de peisaj. Chimia nu este, probabil, unicul actor al formării travertinului, unele microorganisme fiind considerate un posibil actor în crearea acestei roci sedimentare încă din anii 1920, de către omul de știință Ivo Pevalek, care a fost primul care a încercat să protejeze parcul de activitățile umane.

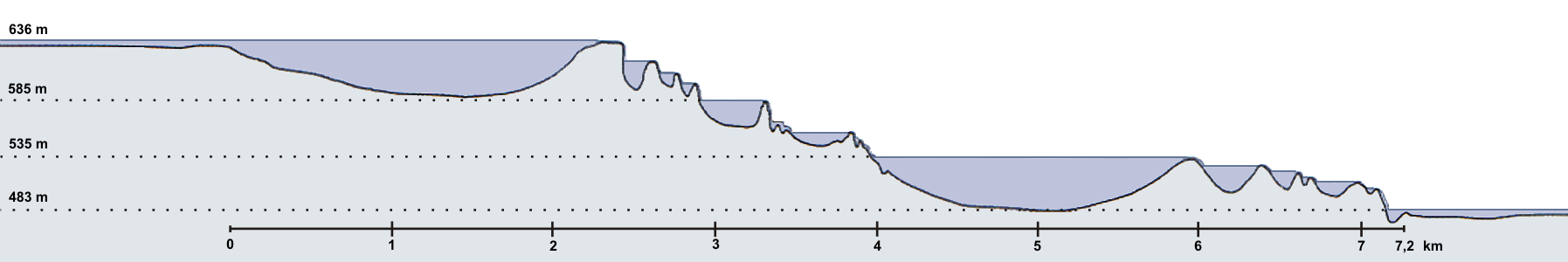
Vedere în secțiune a dispunerii principalelor lacuri.

Două izvoare principale alimentează partea cea mai din amonte și cea mai sudică a sistemului hidrologic: Râul Negru (în croată Crna rijeka), care izvorăște la 670 metri altitudine și măsoară doi kilometri lungime, și care își trage numele de la mușchiul de culoare închisă care îi acoperă albia; Râul Alb (în croată Bijela rijeka), care izvorăște în zona vârfului Čudin Klanac, denumit astfel datorită nisipului alb, de origine carstică, care iese din izvor. Aceste două râuri formează Matica care se varsă, împreună cu alte cursuri de apă permanente, deși mai puțin importante, în lacul Prošćansko. Acesta este primul lac dintr-un șir de lacuri legate între ele șic are se succed în cascadă, diferența de nivel cumulată fiind de 158 de metri. Primele douăsprezece lacuri sunt numite „lacurile superioare” (în croată Gornja jezera), următoarele patru fiind „lacurile inferioare” (în croată Donja jezera).

## Cele 16 lacuri
| Numele lacului    | Altitudinea | Suprafață (ha) | Adâncimea (m) |
| ----------------- | ----------- | -------------- | ------------- |
| Prošćansko jezero | 636         | 68             | 37            |
| Ciginovac         | 625         | 8              | 11            |
| Okrugljak         | 613         | 4              | 15            |
| Batinovac         | 610         | 2              | 6             |
| Veliko jezero     | 607         | 2              | 8             |
| Malo jezero       | 605         | 2              | 10            |
| Vir               | 599         | 1              | 5             |
| Galovac           | 585         | 13             | 25            |
| Milinovo jezero   | 576         | -              | -             |
| Gradinsko jezero  | 553         | 8              | 10            |
| Buk               | 545         | -              | -             |
| Kozjak            | 535         | 82             | 47            |
| Milanovac         | 523         | 3              | 19            |
| Gavanovac         | 519         | 1              | 10            |
| Kaluđerovac       | 505         | 2              | 13            |
| Novakovića brod   | 503         | 0,4            | 5             |

Printre cele mai mari cascade se numără următoarele:
| Numele cascadei                 | Înălțimea cascadei |
| ------------------------------- | ------------------ |
| Veliki slap (Marea Cascadă)     | 78 m               |
| Galovački buk (Cascada Galovac) | 25 m               |

### Lucrări
- Božičević, Srećko; Penzar, Ivan; Stilinović, Božidar (2007). Les Lacs de Plitvice (în franceză). Tradus de Françoise Kveder et K. Mahdi-Bolfek. Zagreb: Turistička naklada d.o.o. ISBN 9789532154177. Parametru necunoscut |total_pages= ignorat (ajutor); Parametru necunoscut |number_in_collection= ignorat (ajutor); Parametru necunoscut |collection= ignorat (ajutor)
- Management Plan (PDF) (în engleză). Plitvička Jezera: Ministerul Culturii din Croația. 2007. ISBN 9789536240845. Arhivat din original (PDF) la 5 octombrie 2011. Accesat în 5 aprilie 2013. Parametru necunoscut |total_pages= ignorat (ajutor); |first1= lipsă |last1= în Authors list (ajutor)